# Safismo

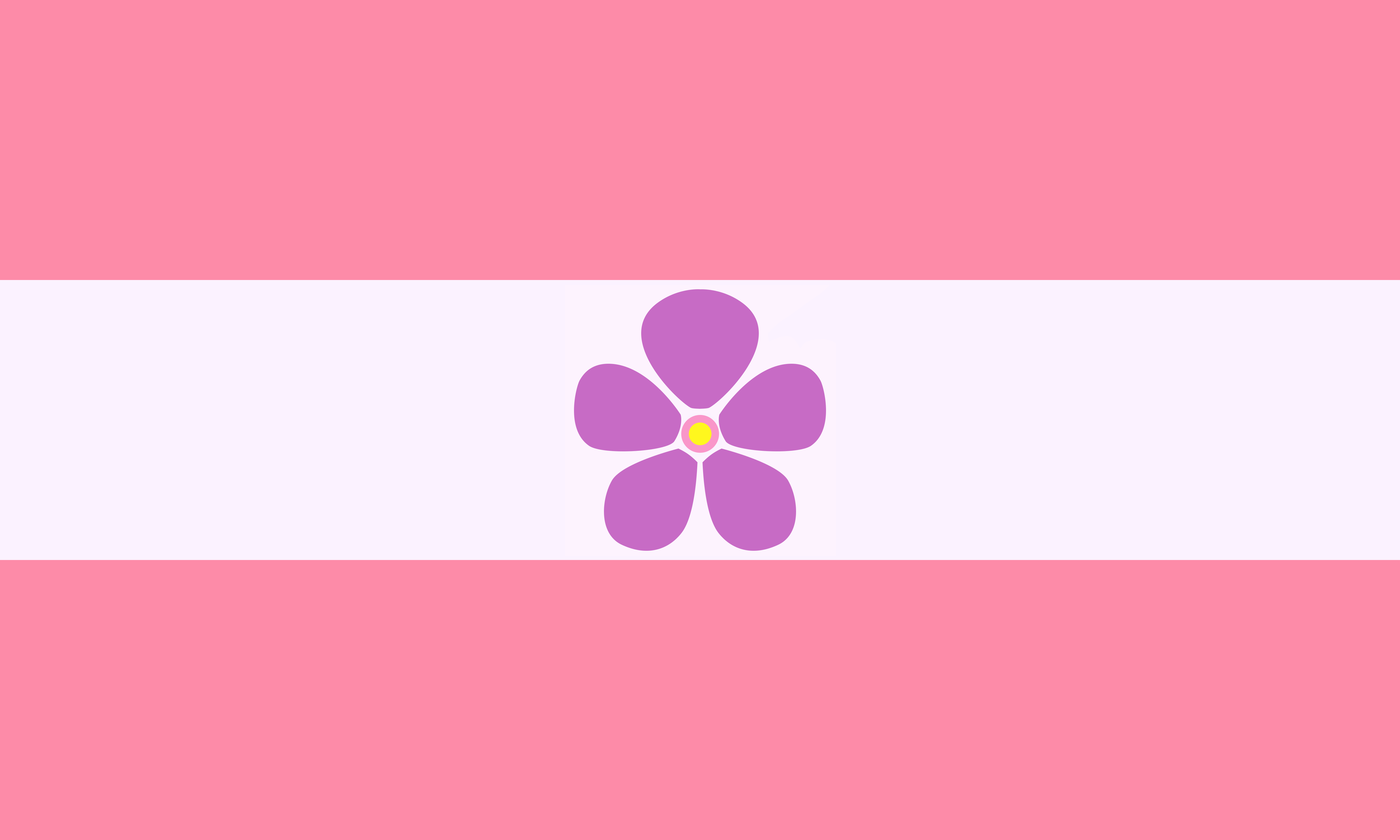
Bandeira sáfica

Safismo ou saficidade é um termo guarda-chuva que abrange as vivências de lésbicas e mulheres bissexuais ou monodissidentes atraídas por pelo menos mulheres, cis ou trans. Sáfico, como adjetivo de identidade sexual, é útil para indicar o amor entre mulheres, independente de sua orientação sexual ou romântica. A palavra sáfica pode ser usada para se referir a um casal de mulheres, ou simplesmente ao amor romântico ou queerplatônico entre mulheres. Safista também é usado como sinônimo de lésbica.
O termo safismo deriva de Safo, uma poetisa grega. Seus versos tinham como tema principal o amor entre mulheres além de suas próprias paixões homossexuais. Safo nasceu na ilha grega Lesbos, cujo nome deu origem à expressão lesbianismo. Nessa ilha ela e outras mulheres praticavam o culto à poesia. Safo viveu no século VI a.E.C. e é uma das poucas referências à saficidade na antiguidade. Sua obra é vasta e de grande qualidade, também valiosa, pois há pouco registro sobre o exercício da sexualidade feminina separado da reprodução na história. Os registros de Safo são um raro exemplo.
Alguns indivíduos sáficos podem ser não binários e genderqueer, usando este termo de maneira mais ampla. Seu equivalente masculino seria aquileano ou aquiliano (ou aquileu), nomeado com base em Aquiles, para relações entre homens, e duárico, para relações entre homem e mulher. Também há um termo geral para as relações que envolvem ao menos a uma pessoa não binária, chamado diamórico.
Na literatura LGBT, sáfico é muito usado como categoria de romances entre personagens fictícias.